# Chomikuj.pl
Chomikuj.pl – strona internetowa oferująca hosting plików. Serwis był notowany w rankingu Alexa na miejscu 8938. Od 2016 właścicielem serwisu jest firma Kelo Corporation zarejestrowana w Belize.

## Funkcjonowanie
Na stronie umieszczane są gry komputerowe, gry na telefon, programy, książki, filmy, muzyka, dokumenty i zdjęcia. Użytkownik niezarejestrowany może tam pobierać pliki o rozmiarze nieprzekraczającym 1 MB. Ma również możliwość opłacenia każdorazowego pobrania plików. Użytkownik zarejestrowany nie ma limitu pobierania pojedynczego pliku, jednak jest ograniczony 50 MB transferu (download) dziennie. Limit transferu można zwiększyć poprzez podniesienie rangi konta (dodatkowy transfer do wykorzystania przez określony czas) oraz zasilając konto transferem bez limitu ważności. Zarejestrowany użytkownik może bez limitu pobierać swoje własne pliki.

## Spory prawne
Latem 2010 roku strona Chomikuj.pl zaczęła rozmowy z polskimi wydawcami książkowymi na temat ewentualnego uregulowania nieścisłości prawnych związanych z często nielegalną dystrybucją plików przez portal. Od jesieni 2010 roku właścicielem portalu została spółka FS File Solutions Limited z siedzibą w Nikozji (Cypr), której strona została sprzedana przez Team Solutions. Zmiana właściciela zakończyła negocjacje z wydawnictwami.
W lipcu 2012 roku Polska Izba Książki pozwała Chomikuj.pl, bo serwis ten przynosi w jej opinii największe straty wydawnictwom. W odpowiedzi na pozew Chomikuj.pl odpowiedział kontrpozwem za sformułowanie „pirackie Chomikuj.pl”, umieszczone na stronie internetowej PIK. 20 lutego 2013 r. zapadł wyrok w sprawie kontrpozwu strony chomikuj.pl przeciwko Polskiej Izbie Książki; sąd oddalił pozew.
22 czerwca 2015 ogłoszono wyrok krakowskiego sądu, w efekcie którego administratorzy serwisu muszą samodzielnie kontrolować treści umieszczane na swoich serwerach pod kątem ich zgodności z prawem autorskim. Serwis zapowiedział odwołać się od wyroku, powołując się na ustawę o świadczeniu usług drogą elektroniczną.
W kwietniu 2023 Sąd Okręgowy w Warszawie wydał wyrok w sprawie pozwu zbiorowego z 2012 złożonego przez 15 polskich wydawców. Sąd uznał za udowodnione, że w serwisie dochodziło do wielokrotnych naruszeń praw autorskich, z których serwis czerpał korzyści majątkowe. Serwis ponosił za te naruszenia odpowiedzialność, gdyż nie wprowadził właściwego sposobu zabezpieczeń. Powództwo jednak nie zostało uwzględnione, gdyż część roszczeń się przedawniła, a sam usługodawca serwisu się zmienił.

## ChomikBox
ChomikBox jest programem dostępnym na systemy operacyjne Windows, który umożliwia łatwiejszy dostęp do serwisu oraz przesyłanie plików na swoje konto.